# Mobio
mobio NX、mobioシリーズは、NEC製の小型ノートPCのシリーズ名である。PC98-NXシリーズの一つとして1997年（平成9年）から1998年（平成10年）にかけて発売された。
OSはWindows 95（一部のモデルはWindows 98）を搭載する。東芝製Librettoに対抗して作られた。裏蓋はマグネシウムを配合しており、当時のLibrettoより薄くて軽いことが特徴。当初はSTN (DSTN) 液晶だったが、後にTFT液晶にモデルチェンジされた。知名度はLibrettoより低いが、2015年現在においても中古市場では同スペックのノートPCより高値安定した人気を持っている。

## 概要
mobioはPC98-NXシリーズが発表されて間も無い1997年（平成9年）10月に最初のモデルが発表されたシリーズである（発売は翌月）。NXシリーズの特徴の1つとされたフル32ビットやUSB標準装備といった機能は見送られた。そのためNXシリーズでありながらUSBが無く、PCカードスロットは16ビット規格（カードバス非対応のためUSBを増設することもできない）という例外的な構成が最終モデルまで受け継がれた。
ただし内部的にはPCIチップセットを持つ32ビット機であり、内蔵HDDインターフェースはPCI-IDEという扱いになっている。これはWindows 95 OSR2以降でサポートされたデバイスであるため、mobioでは市販のWindows 95はサポートされていない。またNEC公式としてはMS-DOSやWindows NT系OSもサポートされなかったが、MB20Cは後にWindows Meに正式対応した。
mobioの横幅はほぼA5ジャストサイズで、奥行きはA5よりは短いがバッテリの分だけ当時のLibrettoよりも大きい。バッテリ取付位置が反対側であることを除けば、ちょうど当時のLibrettoに大容量バッテリを取り付けたような姿である。mobioに大容量バッテリを取り付ければさらに大きくなり、奥行きはA5サイズを若干超える程度になる。しかしA5に近い形状はカバンに収納する際にA4やA5の荷物と相性がよく、またLibrettoより薄いことが利点だった。
電源ボタンはLCD右スペースに配置されており、Librettoのリブポイントと紛らわしい。一方でmobioのポインティングデバイスはNXポイントと呼ばれるポインティング・スティックで、キーボードの手前に配置されている。クリックボタンはその手前にあり、本体手前の辺に沿う形の曲面形状に配置されている。ただし投下方向はあくまで下向きであり、斜めに押すとボタンに負担がかかる場合がある。特に初期モデルではこのボタンは破損して外れやすいことが知られている。後のモデルでは改善されている。
本体側面にはACアダプタ端子のほか、16ビットのPCカードスロット(TYPE II)が1基と、赤外線通信ポート、それにヘッドホン端子があるのみである。内蔵サウンドは出力のみのためマイク端子等は無い。底面にはメモリ増設スロットと標準添付のポートバーを取り付けるコネクタがある。ポートバーにはPS/2コネクタ、シリアルポート、パラレルポート、VGA端子および外部FDD端子が付いている。このポートバーは別売りの大容量バッテリとは物理干渉するため併用ができない。
またUSB端子を持たないうえにFDDも別売りであるため、赤外線通信やPCカードスロットを持たない標準的なデスクトップPCしか持っていない場合には（標準構成では）ポートバーにあるシリアルポートからしかデータ交換ができない。そのためmobioにはポートバーとシリアルクロスケーブルが標準で添付されている。

## 機種の一覧
全モデルで ES1869 サウンドシステムを搭載。また前述のようにWindows 95搭載モデルではOSR2が採用されている。オフィススイートの付属しないモデルでも乗り換え案内ソフト等は共通でバンドルされた。同時期のLibrettoと比べて搭載可能なメモリ容量が多かったほか、ハイバネーションだけでなくOnNowと呼ばれる高速なレジューム機能を備えていた点でも携帯用途に優れていた。メモリ増設はSO-DIMMのEDOタイプに対応する（同じ形状でもSDRAMタイプは不可）。スロットは1基のため、MB12C系で32MB搭載モデルでは標準搭載の16MBモジュールと交換する形になる。
mobioNX MB12C/UD
インテル製モバイル MMX Pentium 120MHz 搭載。最大80MBのメモリを搭載することができる。6インチのSTN液晶モニタを搭載する。NeoMagic製 MagicGraph 128ZV を搭載、OSにはWindows 95を搭載する。
プリインストールソフトの違いにより3モデルが存在する。
- MB12C/UDA1 - 標準搭載メモリ16MB、Officeソフト無しモデル
- MB12C/UDC1 - 標準搭載メモリ32MB、一太郎Office8プリインストールモデル
- MB12C/UDD1 - 標準搭載メモリ32MB、 Word/Excelプリインストールモデル

mobioNX MB12C/UV
6インチのTFT液晶モニタを搭載する以外はMB12C/UDと全く同じ外観とスペックを持ち、ラインナップも同等である。ただしオフィスなしモデルを含む全モデルで32MBのメモリを標準搭載するようになった。
- MB12C/UVA1 - Officeソフト無しモデル
- MB12C/UVC1 - 一太郎Office8プリインストールモデル
- MB12C/UVD1 - Word/Excelプリインストールモデル

mobioNX MB20C
インテル製モバイル MMX Pentium 200MHz 搭載。
全モデルでオンボードで32MBのメモリを搭載し、最大96MBまで搭載することができる。MB12C系と違ってTFTモデルのみとなった。NeoMagic製 MagicGraph 128ZV+ を搭載、OSにはWindows 98またはWindows 95を搭載する。
プリインストールソフトの違いにより4モデルが存在する。また、mobioシリーズの最終機種でもある。
- MB20C/UVA4 - Windows 95搭載、Officeソフト無しモデル
- MB20C/UVT4 - Windows 98搭載、Officeソフト無しモデル
- MB20C/UVU4 - Windows 98搭載、一太郎Office8プリインストールモデル
- MB20C/UVV4 - Windows 98搭載、Word/Excelプリインストールモデル

### それぞれの機種の主な相違点
全部で10モデルあるmobioNXシリーズだが、ハードウェア的にはMB12C/UD、MB12C/UV、MB20Cの3機種に分類される。
ハードウェア的な相違点は以下となる。
- MB12C系はCPUが120MHz、MB20Cは200MHzとなっている。
- MB12C系はビデオチップがNM2093(MagicGraph 128ZV)、MB20CではNM2097(MagicGraph 128ZV+)となっている。
- MB12C系はオンボードメモリが16MB、MB20Cでは32MBとなっている。
  - ただしMB12C系（MB12C/UD model A1を除く）ではメモリ増設スロットに16MBのメモリが搭載されており、カタログスペック上は32MBのメモリを搭載する形となっている。
- MB12C/UDのみSTN液晶を搭載[注 1]、MB12C/UVとMB20CではTFT液晶を搭載している。
  - 経年劣化の進んだ中古のSTN液晶モデル(MB12C/UD)では、再起動するとSTN液晶がブラックアウトして何も映らなくなるという症状が確認されている[注 1]。電源を切ってしばらく放置すると直るが、症状には個体差があり、正常な個体もあるなど原因は不明[1]。
- MB20Cのみキーボードのシルク印刷が若干異なる。

## 主な周辺機器
主として本機専用のNEC純正オプションを挙げる。
PC-VP-UP01（ACアダプタ）
本体に1つ付属のACアダプタ。
PC-VP-UP02（バッテリパック）、PC-VP-UP03（大容量バッテリパック）
mobio用のリチウムイオンバッテリ。前者は本体に1つ付属。後者は上記の通りポートバーとは併用できない。
PC-VP-UU01（フロッピィディスクユニット）
ポートバーの専用インターフェースに繋ぐ外付けFDD。AL13Cなど他のNXノートでは本体に標準で同等品が付属する機種も存在するが、単独で流通する別売製品という意味では事実上本機を対象としたオプションである。形状はPC-9821シリーズの一部のサブノート機に付属する外付けFDDと同様ではあるが、互換性は無い。
PC-VP-UU02（シンクロアダプタ）
mobioの高速な赤外線通信ポートと他のPCのD-sub9ピンのシリアルポートを使って通信を行う専用ケーブル。mobio側はACアダプタ端子に繋いで固定するため、mobioのACアダプタはこのシンクロアダプタに繋いで給電する形となる。そのため本体の充電時間を利用してデータの同期を行うという使い方が想定されている。これもポートバーとは物理干渉するため併用は困難だが、大容量バッテリとは物理干渉せずに併用が可能。
PC-VP-US01、PC-VP-US02（キャリングカバー）
mobio専用のキャリングカバー。前者は黒牛革、後者は臙脂色のスエード調。